# Nudochernes procerus
Nudochernes procerus är en spindeldjursart som beskrevs av Beier 1959. Nudochernes procerus ingår i släktet Nudochernes och familjen blindklokrypare. Inga underarter finns listade i Catalogue of Life.